# メッカ事件
メッカ事件（メッカじけん）またはマッカ事件（マッカじけん）とは、1511年（ヒジュラ暦917年）にマムルーク朝支配下のメッカで起こったコーヒー弾圧事件である。メッカのパシャであったハーイル・ベイ・ミマルによってコーヒー豆は焼却され、販売や飲用した者には鞭打ち刑が科された。しかし、首都カイロからコーヒーの飲用を禁止しないとする布告が届いたことで、早々に撤回された。
中世から近世にかけて、コーヒーの飲用やコーヒー店はたびたび為政者によって禁じられてきたが、記録が残るものとしてはこの事件が最古のものである。
なお、「ハーイル・ベイ・ミマル」は、ハーイル・ベグ・アルミーマール、ハイール＝ベイ、ハイール・ベグ、カイル・ベイあるいはカイア・ベイとも表記される。また「パシャ」には、知事、総督、地方長官、代官といった訳があてられる。

## 背景

### コーヒーの隆盛

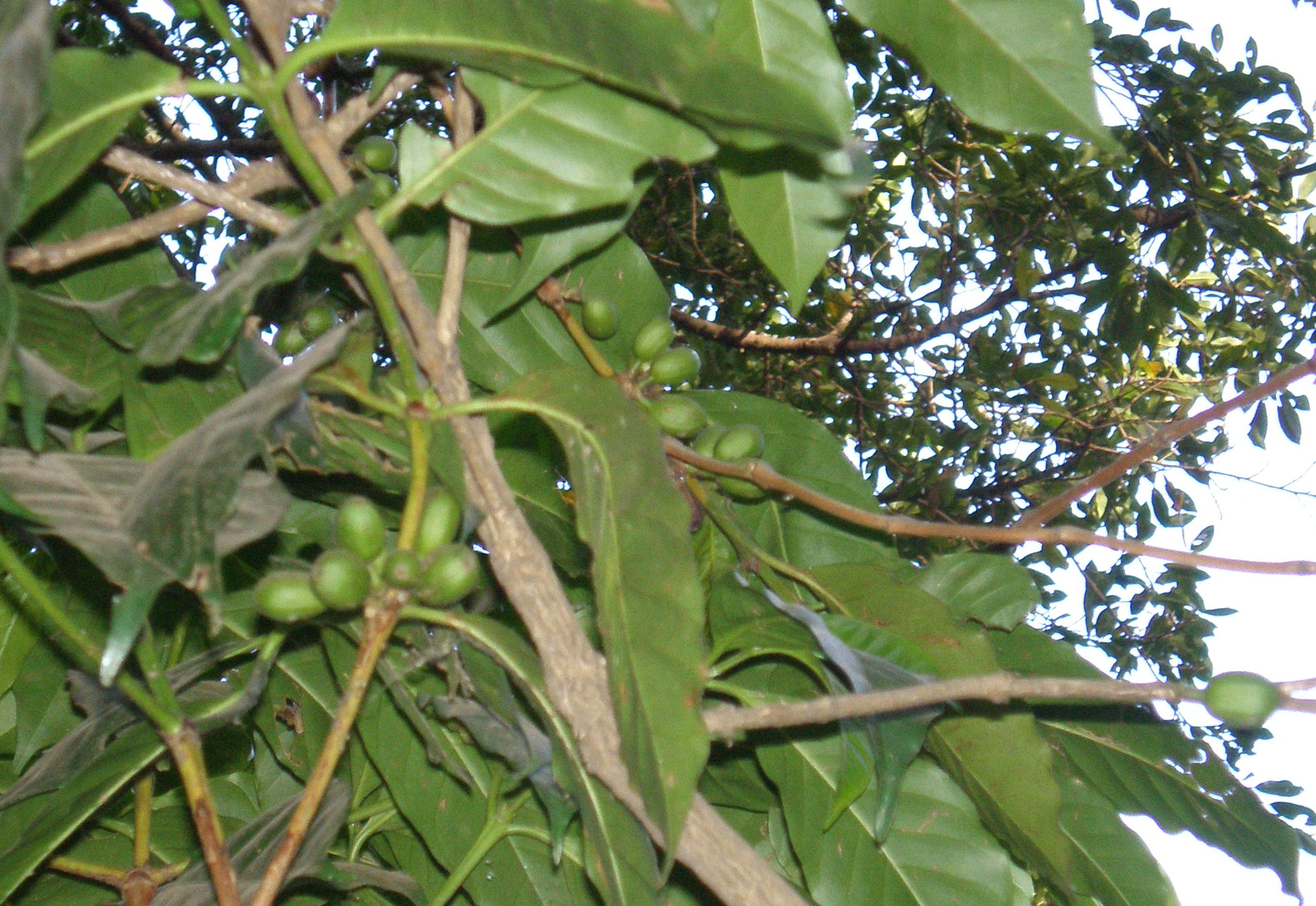
エチオピアの野生のコーヒーノキ

エチオピアの高原が原産とされるコーヒーノキは、現地ではその種子をボン（豆の意）と呼んで古くから食用としてきた。穀物と同じように煮炊きして食されたほか、オロモ族は動物性油脂と混ぜ合わせて団子にし、カフェインによる気分を高揚させる効果から戦闘の際の携帯食として利用していたとされる。ボンは6世紀から9世紀の間にアラビア半島に伝えられ、バン（ブン）と呼ばれるようになった。そして、バンを砕いて熱湯に入れて煮出した煮汁がバンカム（バンチャム）と呼ばれた。9世紀後半から10世紀前半、テヘラン近郊のレイの町に住む哲学者で錬金術師であるとともに高名な医師でもあったアル・ラーズィーによって、バンカムは胃腸に良い飲み物として紹介されている。11世紀には、哲学者で医師でもあったイブン・スィーナーも、適切に煮出したバンカムは適度な刺激のあるさっぱりとした飲み物として記録している。
その後コーヒーについての史料は約400年に渡って途絶え、15世紀になってイエメンに「カフワ」として再び現れる。カフワはもともと「食欲を消し去る」という意味で、カートの葉を使った茶や白ワインなどを指していた。カートのカフワは、葉に含まれるカチノンの覚醒・食欲抑制作用などから、イスラム教神秘主義者であるスーフィーたちが禁欲と清貧、厳しい修行を実践する際に利用していた。しかし、カートは高地でしか育たず、かつ鮮度が落ちると効果も落ちた。そのため、カートに代わるカフワの原料を必要としていたスーフィーたちが目をつけたのがコーヒーであった。一説では、イエメンのアデンのムフティーであったムハンマド・ジャマールッディーン・アッ＝ザブハーニー（ムハンマド・アル＝ザブハーニー、ムハンマド・アッ＝ザブハーニー、ムハンマド・ビン・サイード・アル・ダバーニとも）によって、コーヒーのカフワが考案されたとされる。ザブハーニーは、ムフティーとしてカフワの飲用はイスラム法に反しないとするファトワを出して、スーフィーたちにコーヒーのカフワの利用を勧めたともされている。ムフティーのお墨付きを得たカフワは、「睡眠欲を取り去る」コーヒーを意味する語として定着していった。また、13世紀後半あるいは15世紀半ばから16世紀初め頃に、生豆を砕いて煮出す形から、豆を焙煎して用いる形に変化したと考えられている。当初、カフワは、医療用あるいは宗教用として用いられた。特にスーフィーたちには、神の名を唱えるズィクルという行為を集団で夜を徹して行う際に、眠気覚ましとして飲用された。

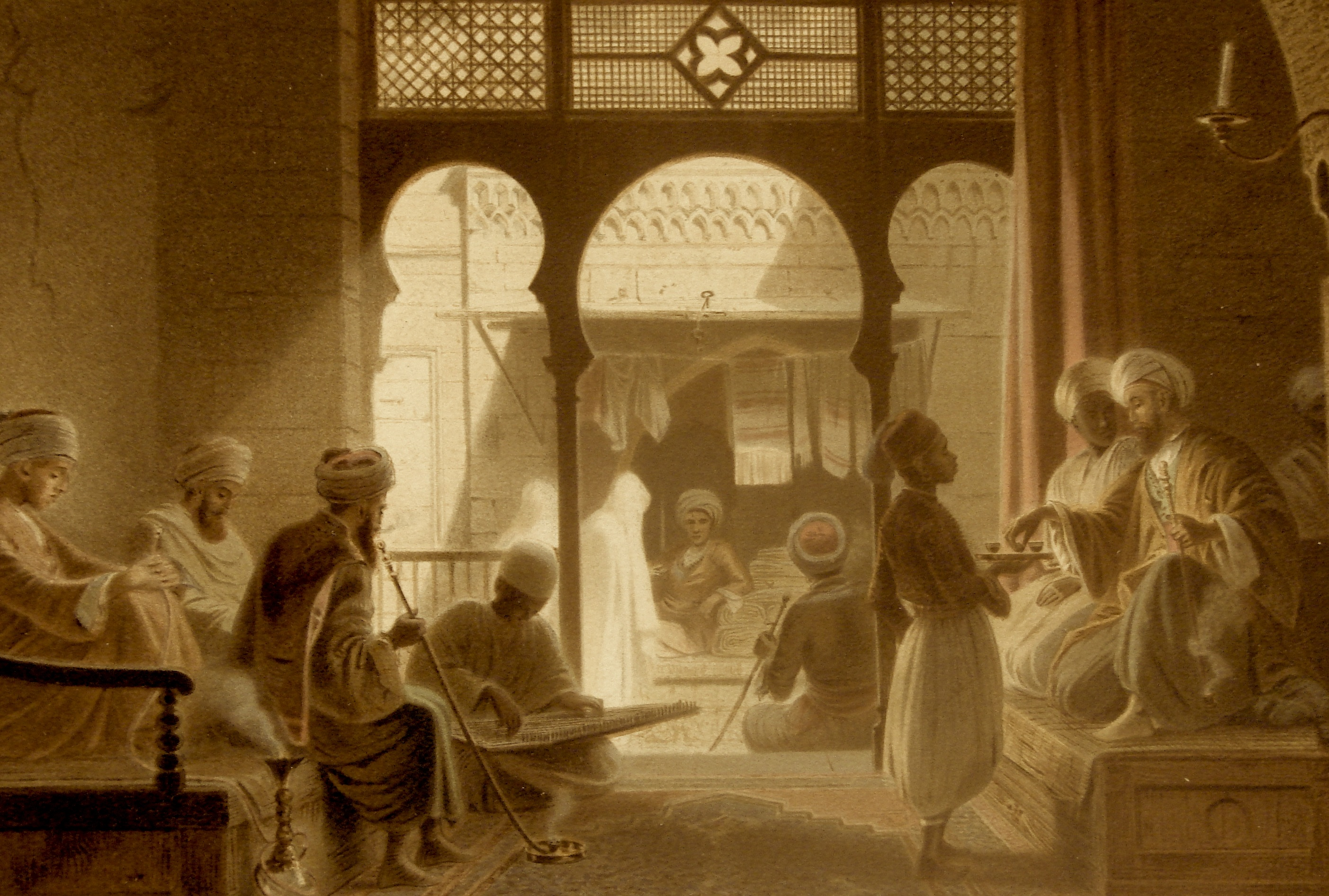
カイロのカフェハネ（18世紀）

イエメンで生まれたカフワは、またたく間に広まっていった。16世紀初頭には、メッカやメディナ、カイロで、カフワを飲みながら礼拝をおこなうスーフィーたちの姿が見られたという。ほどなく一般庶民にも知られるようになり、眠気覚ましあるいは嗜好品として飲まれるようになった。焙煎によって香りや風味が加わったカフワは、飲酒の禁じられているイスラム世界において、バンカムとはまた違う刺激的な飲み物として人気となり、一気に広まった。カフワの淹れ方や飲み方の作法が生まれ、裕福な邸宅には専用のコーヒー室が設けられた。1500年頃にはメッカで「カフェハネ」と呼ばれるコーヒーハウスが誕生し、1510年にはマムルーク朝の首都カイロにも伝わって多くのカフェハネが出現した。カフェハネは、多くの庶民で賑わった。

### コーヒーに対する反発
急速に普及したカフワであったが、カフワに対する反発も少なくなかった。そもそもカフワはスーフィーたちが広めた習慣で、正統派の学者は彼らを快く思っていなかった。スーフィーの儀式では歌い踊り、時には薬物を使うなど、異端と紙一重と見なされていたのである。また、クルアーンでは炭を食することが禁じられているため、焙煎したコーヒー豆から淹れたカフワの飲用はクルアーンやスンナからの逸脱と考える正統派の学者もおり、精神に作用する以上酒と変わらないとまで言う者もあった。
カフワの飲用自体ではなくカフェハネの存在が問題と考える者もいた。実際、カフェハネの中には酒類を提供したり音楽や賭博などイスラームにおける禁止行為が行われているところもあり、カフェハネは風紀を乱すと考えられた。そして、カフェハネにはさまざまな市民が集まり、噂話から政治に対する不平不満までさまざまな話題が飛び交ったことから、為政者の中には不穏分子の温床になりかねないと考える者もいた。
さらに、当時のアラブの食事作法からも、カフワの飲用の仕方は眉をひそめさせるものだった。当時、湯気や煙は悪魔を連想させるものであった。また、吐息には生命が宿っていることからむやみに吐き出すものではないとされていた。そのため、熱い食べ物や飲み物に息を吹きかけながら飲食することは大食漢のする無作法なこととして避けられ、客に湯気の立つような熱い料理を出すことも決してなかった。カフワは、淹れたての熱々のまま大きな器に注いで回し飲みしたり、互いに酌をし合って、息を吹きかけながら飲用されていた。回し飲みは酒類の飲み方であり、何よりもともと「カフワ」の名はイスラームが固く禁じる酒の一種の名でもあった。そのカフワを食事作法に背く飲み方で飲みながら、あろうことか「アッラーのほかに神なし」などと詠唱する姿は、むしろ神に対する冒涜と映ったのである。

## 事件の経緯

### 発端

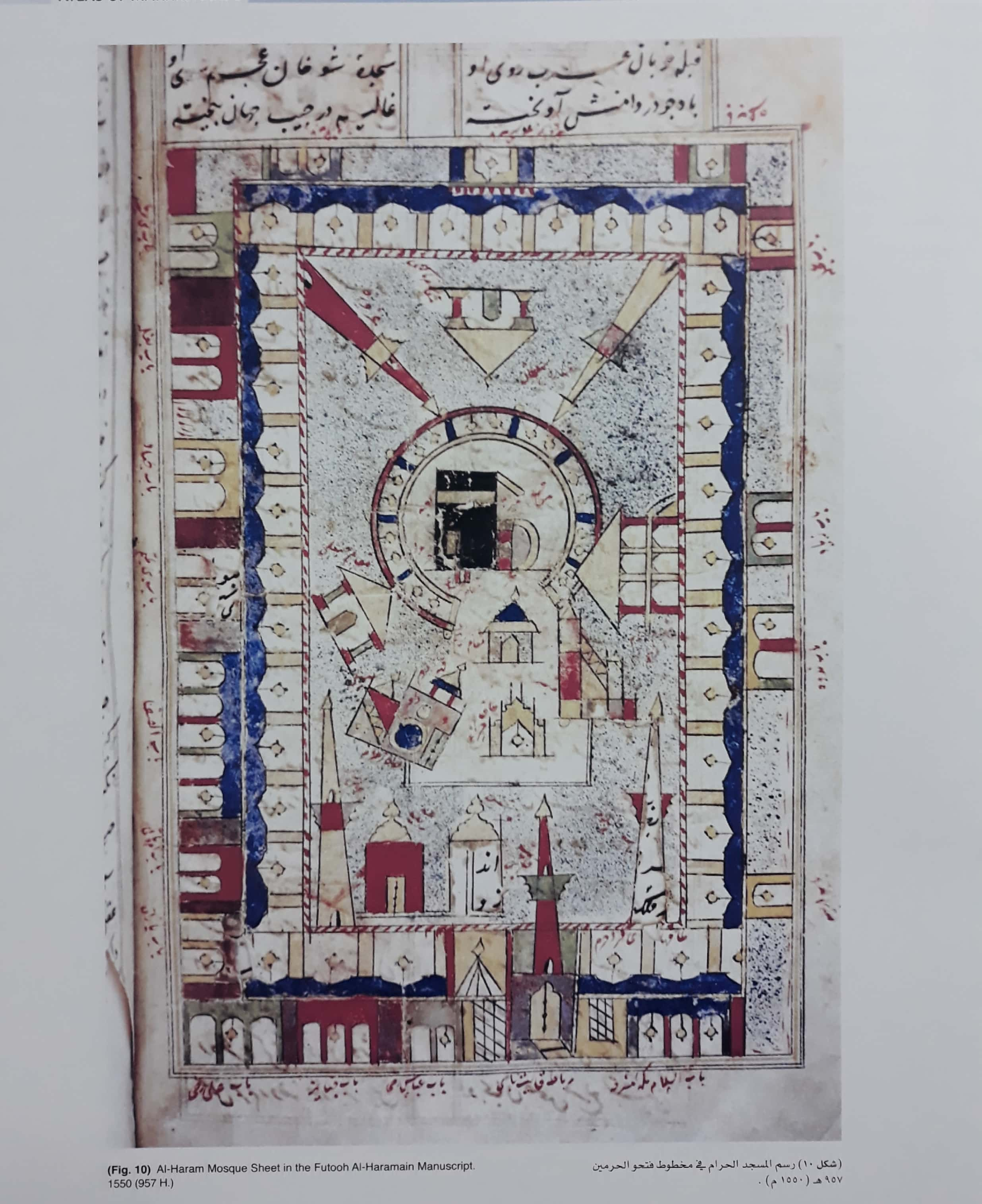
当時のカアバ神殿とモスク（1550年頃）

当時の公式な記録によると、事件の発端となったのは以下のような出来事であったという。
若くしてメッカのパシャとなったハーイル・ベイ・ミマルは、敬虔なイスラム教徒であった。預言者ムハンマドの誕生日にあたる1511年（ヒジュラ暦917年）6月20日の前夜、ベイはいつものようにマスジド・ハラームで一日の終わりの祈りを捧げていた。黒石に接吻し、ザムザムの聖水を飲んで再び祈りを捧げた後、モスクの一角の怪しげな一団が目に入った。
ベイは、灯りの下に集まった一団が、何かを酒のように回し飲みしているのを見とがめた。話を聞こうと近づくと、彼らが慌てて灯りを消したのも疑念を強めた。ベイは、彼らから、それが最近市中に出回るようになったカフワであることを知った。カフワは庶民に人気の飲み物で、カフェハネといういかがわしい店で飲まれているという。ベイはすぐにその一団を諭してモスクから退出させた。
ムスタスィブ（市場監察官、市場監督官）でもあったベイの職分には、禁制品が市場で流通しないよう監視することも含まれる。ベイはカフワをメッカから一掃することを決意した。
以上の経緯については、1556年頃にアブド・アル＝カディル・アッ＝ジャズィーリーが著した「コーヒーの合法性の擁護」の中で早くも疑問が呈されている。数年前から流行していたカフワをムフタスィブでもあったベイが知らなかったということがあり得るのか、冒頭に延々と礼拝の様子が描写されているのはベイが敬虔な人物であることを印象付けるための誇張ではないか、などである。そして、ジャズィーリーは、1530年頃に書かれたと思われるシハーブ・アッディーン・アフマド・イブン・アブドゥル＝ガッファールの史料を引用する形で、実際には以下のような経緯であったとしている。
メッカにおけるカフワ弾圧を主導したのはベイではなく、シャムス・アッディーン・ムハンマド・アルハナフィーと、ペルシア人兄弟でともに医師であるヌール・アッディーン・アフマド・アルカーザルーニーとアラー・アッディーンであった。シャムス・アッディーンは、大カーディー（マムルーク朝で4人置かれた司法行政の責任者）のナキーブ（執達吏、判決の通達や執行にかかわった）で、ハティーブ（礼拝前の説教を行う者）でもあり、メッカにおける有力者の一人であった。3人は、ベイに対してカフワが邪悪な存在であると告げ、ベイがカフワを禁止すれば「大いなる栄誉とありあまる報酬」を受けることができると唆した。ベイは、彼らの言葉に従って、カフワを禁止すべくウラマー（イスラーム法学者）を招集した。
また、ベイ自身も、カフェハネで彼のことを風刺する詩が作られていることを知っており、前々から苦々しく思っていたともされる。

### ウラマーによる議論
翌日、直ちに主だったウラマーが集められ、大きな器に入れたカフワを囲んで会議が開催された。議題は、カフェハネのように人々が集まってカフワを飲むことを禁止すべきか、そして、カフワの飲用自体も禁止すべきかであった。前者は問題なく禁止と決まった。ウラマーたちにとって、カフェハネのように集まってカフワを飲むことが風紀を乱すことは明らかであったのである。問題は後者であった。
コーランには食べて良いものと悪いものが挙げられているが、書かれていないものについては「原則的にはすべての植物は神によって人間の喜びのために創られたもの」（本来的許容性）とされており、禁止するためには明確な理由が必要であった。会議参加者の幾人かが、カフワが人間に害をなすか否かについて医師の意見を聞くことを提案した。
すぐにベイは控えさせていたペルシア人医師ヌール・アッディーンとアラー・アッディーンの兄弟を呼び入れた。もともと医療用とも考えられていたカフワは、医師にとっては自らの領分を犯す可能性のあるものであった。二人は揃ってカフワに否定的な意見を述べ、「カフワは冷たく乾いた性格のものであり、飲むとバランスの取れた気質に害を及ぼす」と証言した。これには、イブン・スィーナーの著書に「さっぱりとした刺激のある陽気なもの」と記してあることを挙げて反論する者もいたが、会議参加者の中に自分がカフワを飲んだ時も確かに精神的な影響があったと二人に追従する者がいたこともあって、イブン・スィーナーは別の木の実を誤解したものに違いないとして却下された。メッカではカフワが禁止されることになった。

### カフワ禁止令の発布と終焉
ウラマーによる結論を得て、ベイはカフワの禁止を実行に移した。カフワの飲用は全面的に禁止され、カフェハネは強制的に閉鎖された。それでも密かにカフワを飲む者が後を絶たなかったため、禁止令はより厳重なものになった。コーヒー豆は発見次第路上で焼かれ、カフワを販売したり飲用した者に対しては鞭打ち刑が科された。メッカの街には小役人が巡回し、カフワの香りがしないか嗅ぎまわっていた。
禁止令の発布と同時に、カフワを全面禁止とする正式なファトワーを求めるため、メッカのウラマーによる会議の議事録を添えて事の顛末を記した文書が首都カイロに送付された。文書と議事録を作成したのはシャムス・アッディーンであった。
カイロからの布告が届いたのは翌年のことであった。そこでは、カフワの飲用に伴う反宗教的な行為の取り締まりについては許可されたが、カフワの飲用自体については禁止するものではなかった。カフワの価値を認めていたカイロの医師たちの意見によるとも、スルタン自身がカフワを愛飲していたためとも言われる。カイロからの布告の内容が庶民に漏れ伝わると、カフワはメッカで再び公然と飲まれるようになった。

## 事件後

### 関係者のその後
1512年（ヒジュラ暦918年）、コーヒー弾圧を強行したメッカのパシャ、ハーイル・ベイ・ミマルは、理由を告げられることなくその職を解かれた。マムルーク朝では官職の異動は頻繁に行われていたので通常の異動であった可能性もあるが、ベイのその後については不明である。
同年、事件を主導した一人ともされるシャムス・アッディーン・ムハンマド・アルハナフィーは、官職と特権を取り上げられてカイロに召還された。シャムス・アッディーンは解任後もメッカに数か月とどまった後にカイロに向かったが、途中のヤンブーで死亡している。
ウラマーの会議で証言したペルシア人医師ヌール・アッディーン・アフマド・アルカーザルーニーとアラー・アッディーンの兄弟は、事件後にカイロに移住。1517年にカイロがオスマン帝国に征服されると、二人はセリム1世によって処刑された。処刑は、「神のみが知り給う理由で」とされ、腰の部分で体を真っ二つに斬るという方法で行われた。

### その後の弾圧・反対運動

#### イスラム教圏
メッカ事件の後も、カフワの飲用はイスラームの教えに反する、カフェハネは風紀を乱すといった批判は根強かった。カフワやカフェハネの禁止令が何度も出されたが、結局はいずれも長続きしなかった。1525年または1526年（ヒジュラ暦932年）には、メッカを訪れた高名な法学者のムハンマド・イブン・アルアッラークがカフェハネで反宗教的な行為が行われていると耳にし、役人に命じてこれらの店を閉鎖させたが、カフェハネが閉鎖されただけでカフワの飲用自体が禁じられたわけではなく、翌年にアッラークが死去した後には、カフェハネは以前のように営業を再開した。1534年または1535年（ヒジュラ暦941年）には、カイロで、シャーフィイー派の学者アフマド・イブン・アブド・アルハック・アッスンバーティーによるカフワの飲用に反対する説教をきっかけに、民衆がカフェハネを襲撃して店内やカップなどを破壊し、居合わせた客に暴行を加えた。この事件を担当したハナフィー派の裁判官ムヒー・アッディーン・ムハンマド・イブン・イルヤース（イブン・イーヤス）は、会議の出席者にカフワを飲ませて陶酔などの精神的影響を観察したが何も起こらなかったとして、ウラマーたちの助言も求めたうえで、カフワの飲用は違法ではないとする判断を下したが、イルヤースは、この判断と引き換えにそれまで獲得していた尊敬を失うことになった。カイロではさらに、1539年（ヒジュラ暦945年）、ラマダーン月の夜で賑わうカフェハネに突然夜警長が踏み込んで店内にいた客たちを拘束、縄で縛ったり手枷足枷をはめて連行し、翌日鞭打ち刑を科したうえで釈放した。夜警長の独断であったのか上からの指示であったのかは不明だが、このような取り締まりは一度きりで終わり、数日後にはカフェハネは通常通りの営業を再開した。また、1544年（ヒジュラ暦950年）には、イスタンブールからメッカとカイロにカフワの飲用と販売を禁止するスルタンの勅令が届いたが、すでにカフワの飲用が生活に定着していた市民は、1日勅令を守っただけで翌日からは元の生活に戻ったという。

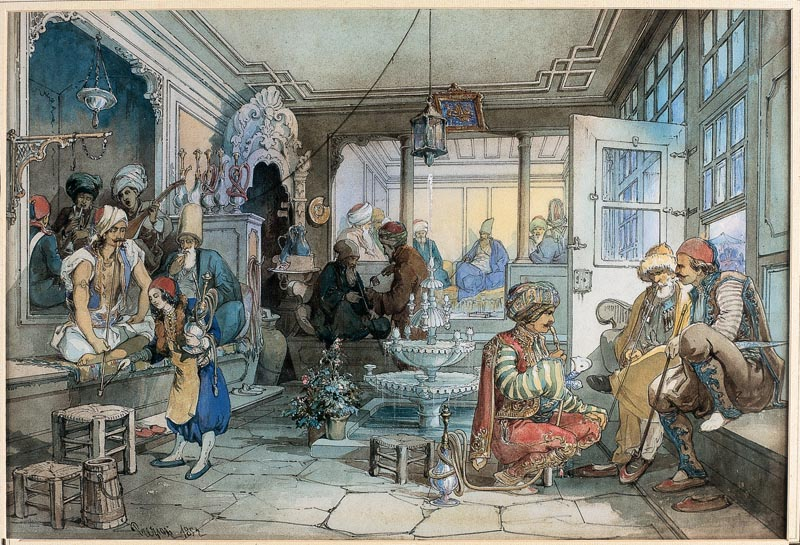
イスタンブールのコーヒー店（1850年頃）

1517年、オスマン帝国がカイロに侵攻してマムルーク朝を滅ぼすと、セリム1世自身がカフワをオスマン帝国の首都イスタンブールに持ち帰ったとされる。カフワはカーフェと呼ばれるようになり、1522年にはスレイマン1世の宮廷医が認めたことで帝国全体に広まっていった。1554年に2軒の「コーヒーの家」がイスタンブールに開店すると、1566年にはイスタンブールでカーフェを売る店は600軒にまで達したという。
カーフェの流行は、合法性の議論を蒸し返した。多くのウラマーたちは、先のスンバーティーの反対論に同調した。一方で、アラブ人学者のアブド・アル＝カディル・アッ＝ジャーズィリーは、1556年ごろに「コーヒーの合法性の擁護」を著してカーフェを擁護した。これは、コーヒーの由来を丹念に追ったもので、カーフェはイスラームの法に反しないとする考えが次第に広まっていった。そして、1591年、シャイフ（指導者）のボスターンザーデ・メフメド・エフェンディが、炭というほど炭化していないとするファトワを出すことで、神学論争はようやく決着した。
1633年、イスタンブールで大火があり、5つの地区が焼失した。コーヒー店でのたばこが火元との話が出回ると、ムラト4世はコーヒー店の閉鎖を命じ、違反者は革袋に入れて縫って閉じ、そのままボスポラス海峡に投げ入れられた。一説では3万人が処刑されたとされている。1656年には、メフメト4世の大宰相キョプリュリュ・メフメト・パシャが、カンディアとの戦争に反対する者たちの巣窟になっているとして、同様にコーヒー店の閉鎖を命じた。この時は、初犯では棍棒で殴られ、2度目で前回と同様に革袋に入れられて海に投げ捨てられた。これらは、オスマン帝国内の権力争いにスーフィズムと反スーフィズムが結びつき、政敵排除の手段としてカーフェが理由に使われたものと考えられている。
度重なる禁止令にもかかわらず、炭とは異なると公認されたコーヒーはイスラム世界全体に普及した。厳しい禁止令が敷かれていた時期のイスタンブールにおいても、一歩市外に出ればコーヒー店は堂々と営業できたし、1675年ごろには市内でも再び営業が許された。そして、コーヒーは「イスラームのワイン」として世界に広く受け入れられていくことになるのである。

#### キリスト教圏
コーヒーは、16世紀末にはキリスト教圏のヨーロッパでも知られるようになった。キリスト教徒の中には異教徒の飲む「悪魔の飲み物」あるいは「麻薬の一つ」と考える者もいたが、史実かどうか疑わしいとはされるものの、1605年にコーヒー飲用の可否の判断を求められたローマ教皇クレメンス8世がコーヒーを飲んで「この悪魔の飲み物はたいそう美味ではないか」と叫び、「これを異教徒たちに独占させておくのはいかにも惜しい」として洗礼を授けてキリスト教徒の飲み物として祝福を与えたと伝えられている。17世紀後半には各地にコーヒーハウスやカフェが登場し、ヨーロッパ社会全体に広まっていった。
イギリスでは、イングランド共和国時代の1650年にオックスフォードに、1652年にロンドンにコーヒーハウスがオープンした。コーヒーハウスにはさまざまな階級の男性が集まり（イスラム圏のカフェハネに倣って女子禁制であった）、学問や芸術から商売や政治までさまざまな話題が語り合われた。ロンドンのコーヒーハウスは、17世紀末には数百軒に達したという。一方で、客を奪われた酒場や、焙煎による火災を心配する書店、夫がコーヒーハウスに入り浸って帰ってこない妻たちなどはコーヒーハウスに反対し、自らの主張をパンフレットやチラシにして配布した。これに対して反論するチラシも配られた。こうした議論が交わされているのをコーヒーハウス禁止の好機ととらえた国王チャールズ2世は、1675年12月29日に「コーヒー・ハウスの営業を禁じる布告」を公布し、翌年1月10日から「コーヒー、チョコレート、シャーベット、または紅茶」の販売許可を取り消すと宣言した。イングランド共和国時代、コーヒーハウスに王党派が集まり王政復古に向けた謀議を重ねたことが自らの即位につながったことを知っていたチャールズ2世は、コーヒーハウスが政治的に危険な存在となりえることをよく理解していたのである。しかし、これは市民の猛烈な反発を買った。市民の怒りが再び王政廃止に向かいかねない情勢を受けて、王は1676年1月8日に禁止令の撤回に追い込まれた。

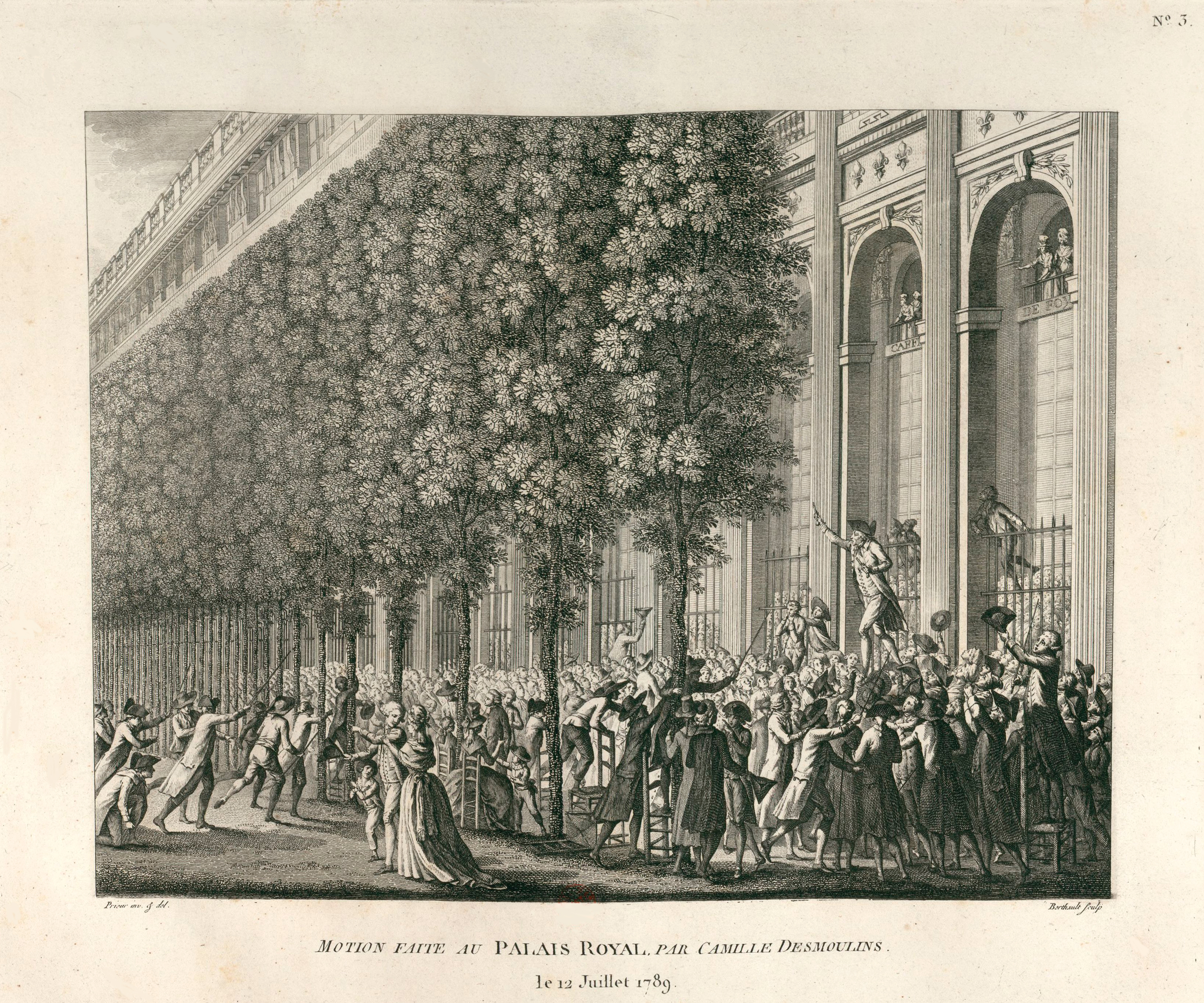
演説するカミーユ・デムーラン

フランスでは、1686年に開店した「カフェ・プロコップ」が人気となり、以降、多くのカフェが誕生した。カフェは芸術家たちのサロンとなるとともに政治談議が行われ、18世紀になるとヴォルテールやジャン＝ジャック・ルソー、ドゥニ・ディドロらの知識人が「カフェ・プロコップ」に集まって『百科全書』の編纂を行いつつ体制批判を繰り広げていた。1780年に父親からオルレアン公の邸宅であるパレ・ロワイヤルを譲られたルイ・フィリップ2世は、ショッピングモールに改装してブティックやカフェなどに貸し出した。ここに出店したテナントの一つが「カフェ・ド・フォア」であった。ルイ・フィリップ2世はパレ・ロワイヤルを市民に開放したが、自由主義貴族の代表として国王一家と対立していたルイ・フィリップ2世は政府の官憲が立ち入ることは禁じた。このためパレ・ロワイヤルは、犯罪者や娼婦から思想家、革命家などが、政府の追及から逃れるための避難所ともなっていた。1789年7月12日、カミーユ・デムーランが「カフェ・ド・フォア」のテラスから演説し、貴族が市民の弾圧と虐殺を計画しているとして市民に武器をとって立ち上がるよう訴えた。これに呼応した市民が7月14日に武器を求めてバスティーユ牢獄を襲撃し、フランス革命へとつながっていった。ハーイル・ベイ・ミマルをはじめとする為政者たちが抱いた「コーヒー店が反体制派の温床になりかねない」という懸念は、杞憂ではなかったのである。